# Louis-Alphonse de Valbelle
Pour les autres membres de la famille, voir Famille de Valbelle.
Louis-Alphonse de Valbelle-Monfuron, né à Marseille le 12 avril 1641 et mort à Saint-Omer le 29 octobre 1708, est un homme d'Église français des XVIIe et XVIIIe siècles. Il est évêque d'Alet du 8 décembre 1677 à juin 1684, date à laquelle il est nommé évêque de Saint-Omer, jusqu'à sa mort.

## Biographie

### Origines et famille
Issue d'apothicaires de Marseille, la famille de Valbelle est anoblie au XVIe siècle et va devenir une des plus importantes de Provence. Elle compte des officiers, des présidents et des conseillers au parlement d'Aix, trois évêques de Saint-Omer.
Louis-Alphonse de Valbelle est le quatrième fils d'Antoine de Valbelle, seigneur de Montfuron, Conseiller du Roi en ses conseils et lieutenant de l'amirauté de Marseille et de Françoise de Félix, dame de Valfère, fille de Lazarin de Félix, seigneur de Valserres[réf. nécessaire] et de Beaulieu, issue d'une famille notable de Marseille. Son parrain est le cardinal de Lyon Alphonse-Louis du Plessis de Richelieu et sa marraine la comtesse d'Alais.

### Carrière ecclésiastique
Il commence ses études à Paris au collège d'Harcourt puis à la Sorbonne où il obtient sa licence en théologie en 1666 et son doctorat en 1668. La même année il est ordonné prêtre et pourvu comme Prévôt de Sisteron. il devient aumônier ordinaire du roi en 1669. Il participe à l'assemblée du clergé de 1665 et à celle de 1670 et il est nommé Agent général du clergé de France en 1675. À la fin de son mandat d'Agent du clergé et après la mort de Nicolas Pavillon, évêque d'Alet en Languedoc, survenue le 8 décembre 1677, Louis-Alphonse de Valbelle est nommé pour lui succéder le 25 décembre 1677. Il est confirmé le 14 mars 1678 et ordonné évêque le 1er septembre 1680. Dans son diocèse, ses positions pro-jansénistes sont systématiquement rejetées. En 1682, il acquiert la charge de Maître de l'Oratoire de Sa Majesté Très-Chrétienne après la disgrâce de Louis Fouquet, l'évêque d'Agde. Il participe aux Assemblées du clergé de 1680 et 1682 où il soutient les thèses gallicanes. Il participe aussi aux États du Languedoc en 1684.
Il est transféré de son siège épiscopal à celui de Saint-Omer au mois de juin 1684, et il occupe ce dernier pendant quatorze ans. En 1690, Louis XIV, par reconnaissance vis-à-vis de Louis-Alphonse de Valbelle, aumônier ordinaire du Roi et Maître de l'oratoire de sa Majesté, érige la terre de Montfuron en marquisat au profit de Léon de Valbelle, son frère aîné, et de ses descendants.
À Saint-Omer, il fait tout pour rétablir la discipline ecclésiastique. En 1699, il rachète les bâtiments de l’ancien collège des Bons Enfants dont la fondation remontait au XIVe siècle et, sur le terrain de ce collège, il ordonne la fondation, en 1702, de l'hôpital général en face de l'église Saint-Sépulcre pour accueillir 150 enfants (pauvres ou orphelins). Il restaure les revenus et les bâtiments du Jardin Notre-Dame, une école pour jeunes filles pauvres. Il installa les Sœurs du Bouillon dans une maison dite du Tambour : ces sœurs s'occupaient des malades à domicile. Il reconstitue le séminaire, où il a voulu que soient entretenus gratuitement soixante jeunes théologiens, et il en a enrichi considérablement la bibliothèque.
II meurt à Saint-Omer le 19 octobre 1708, à l'âge de 67 ans.
Son corps repose dans une chapelle de la cathédrale, dite la chapelle des Évêques, où figure l'épitaphe suivante :
Sta Viator ad nobilem tumulum. Sub co jacet magni viri exiguus cinis. Hic est Illustr. ac Rever. D D. Ludovicus Alphonsus de Valbelle, Vice-Comitum Massiliensium virtutis hares ac sanguinis, qui dum Majorum decora aemulari studuit, Majoribus non minor, fecit sua. Gravibus Cleri Gallicani negotiis prapofitus, idem Regii Oratorii Prefectus fuit; magnis hinc apud Clerum, apud que Regem, muneribus feliciter perfunctus, primum ad Electenfes, dein ad Audomarenfes insulas merito provectus, tulit utrasque disciplina Ecclesiasticœ restaurator ac vindex acerrìmus. Quos tunc Pastor egenos vivens adoptavit ut suos, eofdem hic moriens designavit haeredes. Obiit anno 1708. anno. 68 nec tamen totus interiit. Vivit in suis indoles Nobilis, apud Regem fidelitas inconcusa, apud Clerum incorrupta morum integritas, apud omnes fama. Abi, Viator, & luge jachiram publicam. Mors nec ovibus pareil nec Pastori.

## Altercation avec Fénelon
En 1682, Valbelle est resté célèbre pour son attitude intransigeante envers Fénelon, évêque de Cambrai, lors de l'assemblée du clergé. Non content que ce dernier ait accepté la condamnation de son livre Maximes des Saints, Valbelle demande que l'ensemble des ouvrages de Fénelon soient condamnés.
« Valbelle, dit Saint-Simon, Provençal, ardent à la fortune, n'eut pas honte, comptant plaire, d'ajouter douleur à la douleur. Il proposa dans l'assemblée qu'il n'y suffisait pas de condamner le livre des Maximes des saints, si on n'y condamnait pas en même temps tous les ouvrages que M. de Cambrai avait faits pour le soutenir. L'archevêque répondit modestement qu'il adhérait de tout son cœur, etc. Il n'y avait rien de si sage, de si modéré, ni de plus conforme à la raison, à la justice et à la vérité que cette réponse. Elle ne satisfit point M. de Saint-Omer, qui voulut se distinguer et faire parler de lui. Il prit feu et insista par de longs et violents raisonnements que M. de Cambrai écouta paisiblement sans rien dire. Quand le Provençal fut épuisé, M. de Cambrai dit qu'il n'avait rien à ajouter à la première réponse qu'il avait faite à la proposition de M. de Saint-Omer; ainsi, que c'était aux deux autres prélats à décider, à l'avis desquels il déclarait par avance qu'il s'en rapporterait sans répliquer. MM. d'Arras et de Tournai se hâtèrent d'opiner pour l'avis de M. de Cambrai, et imposèrent avec indignation à M. de Saint-Omer, qui ne cessa de murmurer et de menacer entre ses dents. »

## Honneurs et postérité
Une plaque, apposée sur la façade de l'hôpital-général de Saint-Omer, honore la mémoire et les actions de ce prélat, ainsi que celle de ces deux parents, évêques de Saint-Omer après lui :

a la mémoire

de

louis-alphonse de valbelle,

françois de valbelle

et joseph-alphonse de valbelle,

évêques de saint-omer.

fondateurs de l'hopital-général des orphelins.

Trois vertueux prélats protecteurs de l'enfance

Ont offert cet asile à la simple innocence;

L'indigence y trouva la fin de ses malheurs;

La faiblesse un soutien et l'orphelin un père;

Le travail en écarte à jamais la misère.

Jeunes enfants, séchez vos pleurs;

En célébrant de Dieu la bonté paternelle.

En élevant vers lui vos timides accents;

Rappelez-lui dans vos chants innocents

Et les vertus et le nom de Valbelle.

mm.

La Chaise, général, prêfet,

Dubois, sous-préfet,

Watringue, maire,

Gaillard, Vassedr, Bachelet, Dessaux-Lebrethon

et Leroi, administrateurs,

10 novembre 1809

## Sources et bibliographie
- Jean-Noël Paquot, Mémoires pour servir à l'histoire littéraire des dix-sept provinces des Pays-Bas, de la principauté de Liège, et de quelques contrées voisines sur Google Livres, de l'Imprimerie académique, 1765
- Saint-Simon, Mémoires complets et authentiques du duc de Saint-Simon, volume 2 sur Google Livres, L. Hachette et Cie, 1856,